# 輪之内町立福束小学校
輪之内町立福束小学校（わのうちちょうりつ ふくづかしょうがっこう）は、岐阜県安八郡輪之内町にある公立小学校。

## 通学区域
- 通学区域は本戸、中郷、里、福束の大部分、塩喰、中郷新田の一部、福束新田の一部であり、公立中学校の進学先は輪之内町立輪之内中学校である[1]。

## 沿革
- 1873年（明治6年） - 謹節小学校が開校。福束村、里村、南波村、本戸村の児童が通学する。
- 1875年（明治8年） - 塩喰村が崇文小学校から離脱し、塩喰小学校を開校する。
- 1881年（明治14年） - 塩喰小学校が塩喰簡易科小学校に改称する。
- 1890年（明治23年） - 謹節小学校が福束尋常小学校に改称する。
- 1895年（明治28年） - 塩喰簡易科小学校が塩喰尋常小学校に改称する。
- 1897年（明治30年）
  - 4月1日 - 福束村、里村、南波村、本戸村、中郷村、塩喰村が合併し、福束村が発足。
  - 11月13日 - 敷地が木曽三川分流工事により揖斐川河川敷となるため、塩喰尋常小学校が廃校[2]。福束尋常小学校に併合される。
- 1912年（明治45年） - 福束尋常高等小学校に改称する。中郷地区の児童が大藪尋常高等小学校より編入する。
- 1914年（大正3年） - 農業補習学校を併設する。
- 1941年（昭和16年）4月 - 福束国民学校に改称する。
- 1947年（昭和22年）4月 - 福束村立福束小学校に改称する。
- 1954年（昭和29年）4月1日 - 大薮町、仁木村、福束村が合併し輪之内町が発足。同時に輪之内町立福束小学校に改称する。
- 1962年（昭和37年） - 校舎に水洗トイレ並びに公民館が完成。
- 1983年（昭和58年） - 新校舎（鉄筋コンクリート造）竣工。
- 2020年（令和元年） - 校舎大規模改修。